# Akamarci
Akamarci su izmišljena vrsta humanoida podrijetlom s planeta Akamara III. iz serijala filmova i TV serijala Zvjezdane staze.

## Opis
Izgledom su slični kao ljudi, a razlika je u blagom grebenu na čelu i tradicijskoj tetovaži na licu i krv im se sastoji od željeza i bakra, što je rijetkost među vrstama u kvadrantu Alfa.

## Povijest
Prošlost Akamara je bila prilično krvava zbog čestih sukoba i krvnih osveta među vladajućim klanovima. Kada je društvo konačno odbacilo takav način života, jedna manjina nije se htjela odreći prošlosti. Otišli su živjeti u svemir kao nomadi, prozvavši se Skupljačima (Gatherers). Skupljači su živjeli odmetnički i pljačkali brodove i kolonije, sve dok im 2366. kapetan Picard i Marouk, vladarica Akamara, nisu ponudili prijedlog da se odreknu takvog života i vrate na vlastiti planet. Skupljači su prihvatili prijedlog i iste se godine integrirali u moderno akamarsko društvo.